# Chelodina murrayi
Chelodina murrayi — вимерлий вид бокошиїх черепах родини Змієшиї черепахи (Chelidae). Скам'янілості виду знайдені в Австралії у пластах формування Алькута на Північній території неподалік міста Аліс-Спрингс.